# Maade
El Maade és un riu de la Baixa Saxònia. Neix entre Schortens i Wilhelmshaven a la confluència del Upjeversches Tief i del Gödenser Maade. A Wilhelmshaven desemboca en la badia del Jade (alemany Jadebusen) a la mar del Nord. Té una llargada de 14,5 quilòmetres. A l'edat mitjana formava la frontera entre els gaus d'Östringen i Rüstringen.
Afluents
- Accumer Tief, Federwarder Tief, Heete